# Abdulaziz Al-Muqbali
Abdulaziz Humaid Mubarak Al-Muqbali (23 aprile 1989) è un calciatore omanita, attaccante dell'Al-Seeb e della Nazionale omanita.

## Carriera

### Nazionale
Ha esordito durante le qualificazioni ai Mondiali 2014, in un incontro perso per 3-0 contro l'Australia. Ha segnato il suo primo gol il 29 febbraio 2012 nella vittoria per 2-0 contro la Thailandia.

## Statistiche

### Cronologia presenze e reti in nazionale
| Cronologia completa delle presenze e delle reti in nazionale ― Oman | Cronologia completa delle presenze e delle reti in nazionale ― Oman | Cronologia completa delle presenze e delle reti in nazionale ― Oman | Cronologia completa delle presenze e delle reti in nazionale ― Oman | Cronologia completa delle presenze e delle reti in nazionale ― Oman | Cronologia completa delle presenze e delle reti in nazionale ― Oman | Cronologia completa delle presenze e delle reti in nazionale ― Oman | Cronologia completa delle presenze e delle reti in nazionale ― Oman |
| Data                                                                | Città                                                               | In casa                                                             | Risultato                                                           | Ospiti                                                              | Competizione                                                        | Reti                                                                | Note                                                                |
| ------------------------------------------------------------------- | ------------------------------------------------------------------- | ------------------------------------------------------------------- | ------------------------------------------------------------------- | ------------------------------------------------------------------- | ------------------------------------------------------------------- | ------------------------------------------------------------------- | ------------------------------------------------------------------- |
| 25-3-2021                                                           | Dubai                                                               | India                                                               | 1 – 1                                                               | Oman                                                                | Amichevole                                                          | -                                                                   | cap. 46’                                                            |
| 25-5-2021                                                           | Dubai                                                               | Thailandia                                                          | 0 – 1                                                               | Oman                                                                | Amichevole                                                          | 1                                                                   |                                                                     |
| 7-6-2021                                                            | Doha                                                                | Oman                                                                | 0 – 1                                                               | Qatar                                                               | Qual. Mondiali 2022                                                 | -                                                                   | 71’                                                                 |
| Totale                                                              |                                                                     | Presenze                                                            | 3                                                                   |                                                                     | Reti                                                                | 1                                                                   |                                                                     |